# Ni vu, ni connu (téléfilm, 2011)
Pour les articles homonymes, voir Ni vu, ni connu.
 (août 2018).
Si vous disposez d'ouvrages ou d'articles de référence ou si vous connaissez des sites web de qualité traitant du thème abordé ici, merci de compléter l'article en donnant les références utiles à sa vérifiabilité et en les liant à la section « Notes et références ».

Ni vu, ni connu est un téléfilm français réalisé par Christophe Douchand, sur un scénario de Stéphane Kaminka et Brigitte Laude et diffusé pour la première fois le 25 septembre 2011 sur La Une (RTBF) et le 7 novembre 2011 sur TF1.

## Synopsis
Lino Vars mène une double vie depuis 15 ans. D'un côté, sa femme, Karen, et ses deux enfants le croient pilote de ligne chez Air France et, de l'autre, il est, en fait, un des escrocs les plus recherchés de France. Prenant pour cibles des personnes peu recommandables, il est aidé dans sa tâche par Oscar, son vieux complice et par Éléonore, qui apprend seulement le métier. Leur dernière trouvaille : essayer d'arnaquer un industriel russe, en lui vendant la Tour Eiffel.

## Fiche technique
- Réalisateur : Christophe Douchand
- Scénario : Stéphane Kaminka et Brigitte Laude
- Musique : Guillaume Roussel
- Photographie : Pascal Caubère
- Montage : Vincent Zuffranieri
- Distribution des rôles : Marie-Christine Lafosse
- Création des décors : Michel Eric
- Création des costumes : Nadia Chmilevsky
- Coordination des cascades : Pascal Guégan
- Société de production : GMT Productions
- Pays :  France
- Genre : aventure
- Durée : 90 minutes
- dates de diffusion pour la première fois :
  - le 25 septembre 2011 sur La Une (RTBF)
  - le 7 novembre 2011 sur TF1

## Distribution
- Thierry Neuvic : Lino Vars
- Laure Marsac : Karen Vars
- François Levantal : Oscar Merini
- Lizzie Brocheré : Éléonore
- Francis Perrin : Rémi Chambort
- Raphaël Lenglet : Florian Camus
- Mirza Halilovic : Sergueï Pavlinov
- Agathe Vidal : Manon
- Warren Ferrari : Jules
- Pierre-Marie Mosconi et Victor Loukanienko : Gardes du corps
- Sara Mortensen : Martine
- Emmanuel Patron : Le directeur du palace
- Jean-Pierre Malignon : Flavio Conti
- Hugues Martel : Le maire de Paris
- Laurent Collombert : Le manutentionnaire
- Ingrid Da Ronch : L'hôtesse aéroport
- Xizhong Qian : Le comédien asiatique
- Marie Pape : La femme nue hôtel
- Aurélien Legrand : Le comédien blond
- David Serero : Pilote de ligne